# Björnsholm, Västerviks kommun
Björnsholm är en småort i Lofta socken i norra delen av Västerviks kommun, vid E22 cirka sju km norr om Gamleby. Härifrån går avtagsvägen mot Loftahammar. Tidigare förgrenades även E22 och Riksväg 35 i Björnsholm (numera vid Gamleby). 

## Historia
I Loftabladets sommarnummer år 1982 under ”Upptäck Lofta” beskrivs Björnsholm som ett ”centrum för service med lanthandel, verkstäder och bank. Samhället har goda bussförbindelser åt alla håll.” Lanthandeln i Björnsholms centrum som nämndes i loftabladets sommarnummer hette ”Karlholms”. Tidigare fotobevis från år 1936 syns en lanthandel vid namn ”kooperativet”. 

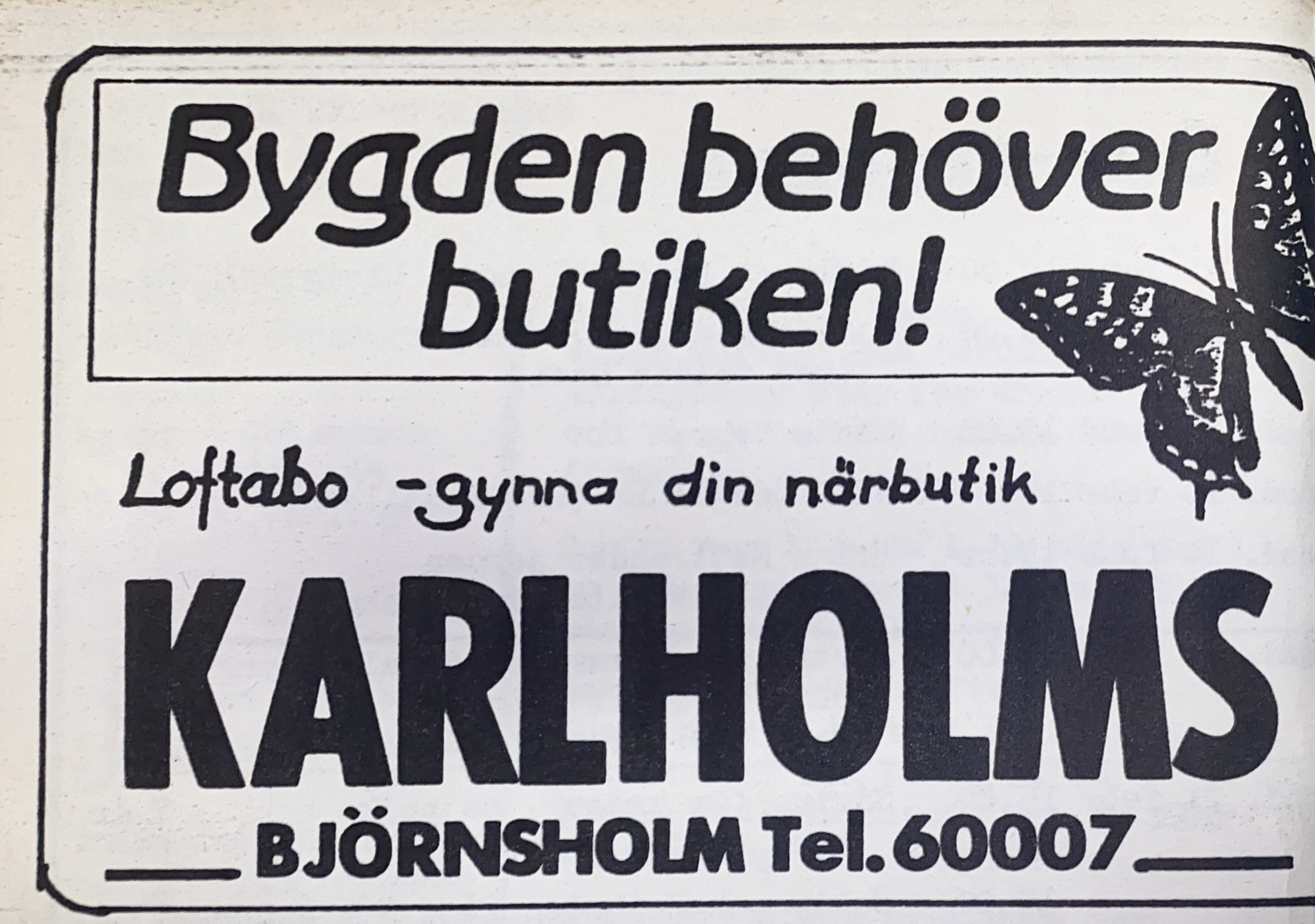
Annons för Karlholms Lanthandel i Björnsholm

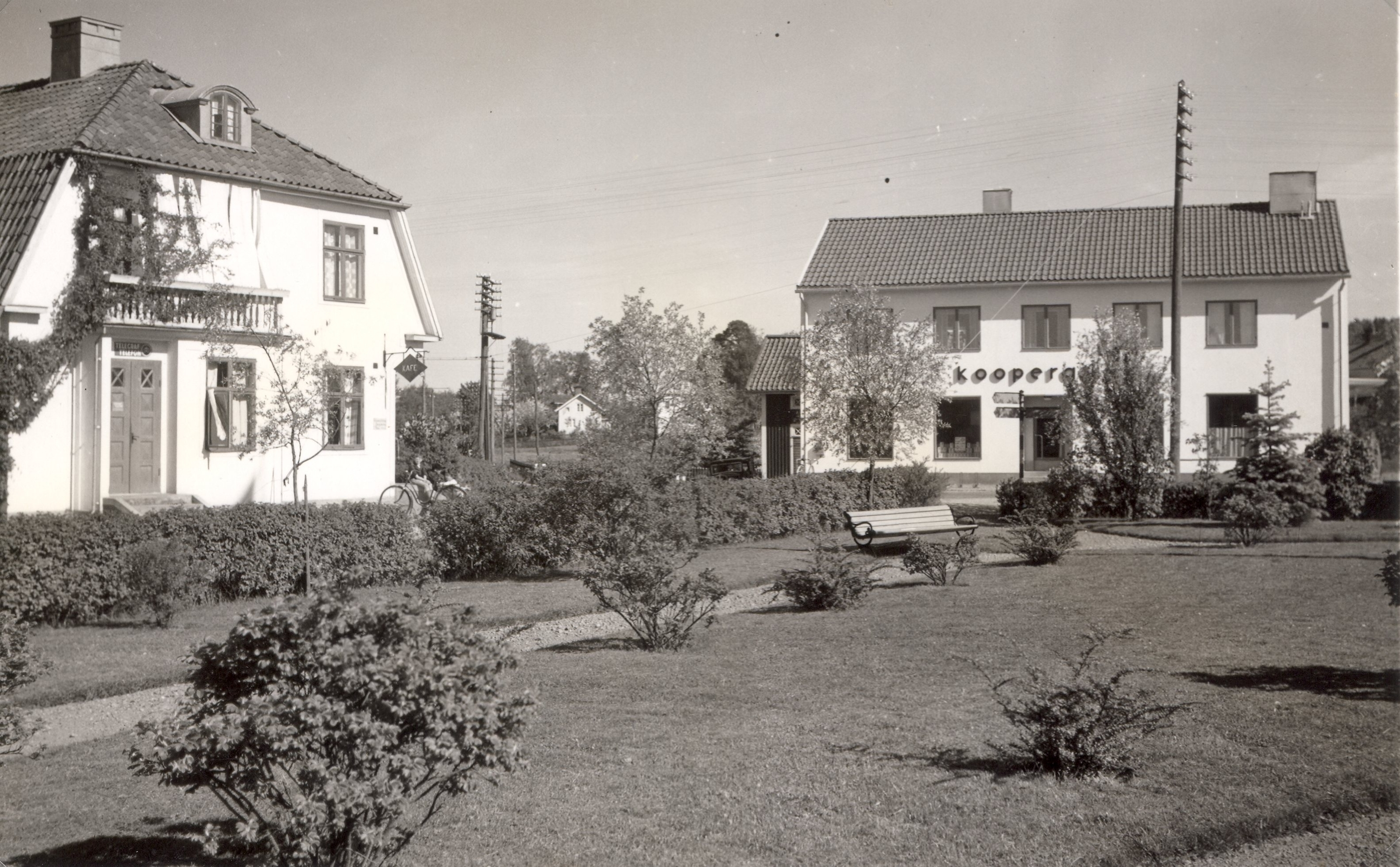
Vy från Björnsholm 1936, i bakgrunden syns den dåvarande lanthandeln med namn "Kooperativet". Denna byggnad är nu för tiden lägenheter.

## Idrott
Björnsholm har sedan 1928 haft en idrottsförening. Första styrelseprotokollet från orten är den 29 januari 1929, då är det i gymnastikförening. Fotbollen tillkom till föreningen och den 31 oktober 1937 Björnsholms GIF och anslöts till Riksidrottsförbundet (RF) maj 1938.
Fotbollen dominerade inom föreningen men från bildandet fram tills 1957 deltar klubben ej i någon organiserat seriespel.
Till säsongen 1957/58 så anmäls ett lag till Smålands Fotbollsförbund och spel i Div.3 Norra Tjust (idag Div.7) och seriespel väntas. Denna säsong slutar med en tredje plats i serien. Björnsholms GIF spelade seriespel fram t.om. säsongen 1980, avvikande säsonger 1961-62, 1971 och 1978 spelades inte p.g.a. för lite spelare. Björnholms GIF uppnår dock aldrig några större framgångar, dom pendlar ofta mellan Div 7 och Div 6. Det bästa resultat för klubben uppnås säsongen 1964, då klubben kommer 2:a i Div.7. Björnsholms GIF klara av 2 år i Div 6 innan dom blir återigen nerflyttade till Div 7. 1967 blir klubben återigen uppflyttad till Div 6, dom kommer 5:a och flyttas upp till Div 6 p.g.a. serieomläggning. Sista säsongen i seriespel är 1980, då blir klubben 10:a och sista lag i Div.6 Västerviks-gruppen.
Föreningen har fortfarande verksamhet idag, nu som volleybollklubb, där klubben vunnit flera SM guld i Beachvolley. Även fotbollen fortsätter leva genom ett korplag som spelar i den lokala korpen-ligan.